# 欧托讷河畔拉尔尼
欧托讷河畔拉尔尼（法語：Largny-sur-Automne）是法国皮卡第大区埃纳省的一个市镇，属于苏瓦松区和维莱科特雷县。该市镇2009年时的人口为244人。

## 人口
欧托讷河畔拉尔尼人口变化图示
| 数据来源：INSEE |